# Николау, Штефан С.
Штефан C. Николау (15 февраля 1896, Бухарест, Румыния — 15 октября 1967, Бухарест, Румыния) — румынский вирусолог, микробиолог и физиолог, член Румынской АН (1946−67), а также президент медицинского отделения при Румынской АН (1948−67).

## Биография
Родился Штефан C.Николау 15 февраля 1896 года в Бухарестe. Окончил Бухарестский университет и до 1920 года работал там в качестве научного сотрудника. В 1920 году Штефан Николау переезжает во Францию, где с 1920-по 1939 год работал в Пастеровском институте в Париже. С 1939-по 1942 год занимает должность профессора медицинского факультета Ясского университета, а с 1942 года — Бухарестского. Штефан Николау — основатель и первый директор института инфрамикробиологии Румынской АН (1950). С 1951-по 1967 год занимал должность директора дермато-венерологического института в Бухаресте, при этом с 1961-по 1967 год занимал должность заместителя председателя Великого Национального Собрания Румынии. Какое-то время находился в Великобритании, где работал в Национальном институте медицинских исследований в Лондоне.
Скончался Штефан C.Николау 15 октября 1967 года в Бухаресте.

## Научные работы
Основные научные работы посвящены медицинской вирусологии и микробиологии, а также тканевого иммунитета у детей. Штефан C.Николау — автор свыше десятка научных работ в области бешенства, вирусных гепатитов, герпеса, жёлтой лихорадки и ящура. 
- 1922 — совместно с К.Левадити выяснил генезис антивирусного иммунитета.
- 1922 — совместно с К.Левадити установил ультрафильтрацию вирусов.
- 1956-67 — доказал, что инфаркт миокарда, артериит, тромбофлебит могут вызываться крупными инфрамикробами: риккетсиями и парариккетсиями.
- Основатель школы румынских вирусологов.
- Содействовал обоснования гипотезы вирусной этиологии рака.

## Членство в обществах
- Член АМН Румынии.
- Член Французского общества гематологии.
- Член Французского общества химиотерапии.

## Награды и премии
- Государственная премия СРР (1952).
- Ряд других научных наград.

## Память
- В 1968 году память Штефана C.Николау была увековечена — его имя присвоено созданному им самим институту инфрамикробиологии Румынской АН.

## Список использованной литературы
- Биологи. Биографический справочник.— Киев.: Наукова думка, 1984.— 816 с.